# فرانک اولسن
فرانک رودولف امانوئل اولسون (به انگلیسی: Frank Oslon) (زاده ۱۷ ژوئیه ۱۹۱۰ - درگذشته ۲۸ نوامبر ۱۹۵۳) یک باکتری شناس آمریکایی، دانشمند جنگ بیولوژیکی و کارمند آزمایشگاه جنگ بیولوژیکی ارتش ایالات متحده (USBWL) بود که در کمپ دیتریک (اکنون فورت دیتریک) در مریلند کار می کرد. در یک جلسه در منطقه روستایی مریلند، همکارش سیدنی گاتلیب (رئیس برنامه MKUltra سیا) به‌طور مخفیانه او را با دوز LSD مسموم کرد و نه روز بعد، او از پنجره هتل اِستتلر در نیویورک سقوط کرد و جان خود را از دست داد.
دولت ایالات متحده ابتدا مرگ او را به عنوان یک خودکشی و سپس به عنوان یک حادثه ناگوار توصیف کرد، در حالی که دیگران ادعا می کنند او به قتل رسیده است. گزارش کمیسیون راکفلر در مورد سیا در سال ۱۹۷۵ تأیید کرد که آنها آزمایش‌های مخفیانه مواد مخدر را بر روی ماموران دیگر انجام داده اند. مرگ اولسون یکی از مرموزترین نتایج پروژه کنترل ذهن سیا MKUltra است.

## زندگینامه
فرانک اولسن (۱۷ ژوئیه ۱۹۱۰-۲۸ نوامبر ۱۹۵۳) شیمیدانی در فورت دتریک در فردریک مریلند بود.
مشخص نیست که او دقیقاً روی چه مواردی مشغول تحقیق بود. اما نامبرده در تحقیقاتی دربارهٔ سلاحهای بیولوژیکی و انجام آزمایش‌هایی با داروهای کنترل ذهن شرکت داشت.
در سال ۱۹۵۳درسمت قائم مقام جانشین فرماندهی عملیات ویژه برای سازمان سیا، باهمکاری ویلیام سارگنت، مشغول تحقیق دربارهٔ استفاده از داروهای روان گردان در مرکز جنگهای بیولوژیکی بریتانیا بود.
بنا بر روایت دولت آمریکا، در قالب آزمایش‌های کنترل ذهن (MKULTRA)به اولسن بدون اطلاع خودش ال اس دی خورانده شد که متعاقب آن اولسن به پارانویای شدید و اختلالات ذهنی و عصبی دچار شد. سازمان سیا اولسن را برای معالجه نزد یکی از روانشناسان سازمان در نیویورک فرستاد. توصیه روانشناس فرستادن اولسن به یک آسایشگاه روانی برای بازیافتن سلامتی اش بود.
اولسن در آخرین شب اقامتش در منهتن نیویورک، خودرا از پنجره اتاق هتل محل اقامتش در طبقه دهم به پایین پرتاب کرد و جان سپرد.